# 小野誠彦
オノ セイゲン / 小野誠彦/Seigen Ono（1958年8月9日 - ）は、日本のレコーディング・エンジニア、マスタリング・エンジニア、音楽プロデューサー、作曲家、空間音響デザイナー。
レコーディングスタジオ・マスタリングスタジオ・レーベル・「Saidera Paradiso」「Saidera Records」「Saidera Ai」「Saidera Mastering」代表。

## 主な経歴
1984年
- 1984年に音楽家としてJVCよりデビュー。

1987年
- 「サイデラ・レコード」を設立。同年、日本人として初めてヴァージンUKと契約。
- 川久保玲から 「誰も、まだ聴いたことがない音楽を使いたい」「洋服がきれいに見えるような音楽を」 という依頼により、ファッションショーのためにオリジナル楽曲を作曲、制作。 アート・リンゼイ、ビル・フリゼール、ジョン・ゾーン、マーク・リボー、フレッド・フリスら、1980年代のニューヨーク・ダウンタウン・シーンの最精鋭たちが結集した『COMME des GARÇONS SEIGEN ONO』は、ファッション業界、広告業界、建築業界、デザイナーの間で注目を集める。

1991年
- 「モントルー・ジャズ・フェスティバル」での「HDVS, SONY CORP (the first demo for Sony HD-TV presentation」の為に、オーディオ・スーパーバイザーとしてリミックスを手掛ける。

1993年
- 7月、クロード・ノブスからの招聘により、自身が組んだバンド「Seigen Ono Ensemble」で、「モントルー・ジャズ・フェスティバル」に出演。

1994年
- ニューヨーク、サンパウロ、リオデジャネイロ、パリ、ミラノ、東京で録音されたソロアルバム『Bar del Mattatoio（屠殺場酒場）Bar del Mattatoio』を発表。カエタノ・ヴェロ－ゾがライナーノーツを寄稿した。
- 7月、前年に続きクロード・ノブスからの招聘で、「Seigen Ono Ensemble」で「モントルー・ジャズ・フェスティバル」に出演。

1995年
- 7月、フィンランドで開催された「30th Pori Jazz Festival」に「Seigen Ono Quartet」で出演。
- 10月、イタリアのバーリにて開催された「Time Zones '95, Sulla via delle musiche possibili（タイム・ゾーンズ・フェスティバル）」に「Seigen Ono Quartet and Time Zones Ensamble」のメンバーとして出演。

1996年
- ドイツのライプツィヒで開催された音楽フェスティバル「Klanglandschaften, Festival fuer Improvisation und Experimentelle Musik Leipzig」に、ジャズトランペッターの五十嵐一生と「Seigen Ono + Issei Igarashi」で出演。
- 自身のレーベル、サイデラ・マスタリングを設立。
- フィリップ・ドゥクフレの「DCA」に委嘱作品を提供。

1998年
- ジャン＝クリストフ・マイヨー（Jean-Christophe Maillot / Les Ballets de Monte-Carlo）「L'ILE 」に委嘱作品を提供。

2008年
- 「モントルー・ジャズ・フェスティバル」で、Sony Rollyを使用してバレエを行うプロジェクト「Le petit ballets des Rolly」を世界初演。

2012年
- 「モントルー・ジャズ・フェスティバル」に、アメリカのベーシスト、パール・アレキサンダーと「Seigen Ono plus Pearl Alexander」として出演。
- 音響空間デザイナーとして、ミラノサローネほか多数のプロジェクトをサポート。東京都美術館にて「Silence Spins」を坂本龍一、高谷史郎との共作で出展。同作は翌2013年3月、アラブ首長国連邦のシャルジャにて開催された「シャルジャ・ビエンナーレ11」にも出展された。

2015年
- 「サイデラ・マスタリング＆ライブレコーディング」を設立。
- 4月5日に東京文化会館で開催の「東京春祭 マラソン・コンサート」、4月11日にベルリン・フィルハーモニーで開催の指揮によるベルリン・フィルハーモニー管弦楽団のコンサート（指揮：サイモン・ラトル）、9月24日に駐日ポーランド大使館で開催のマルチン・ボシレフスキ・トリオのライブ、10月にワルシャワで開催のショパン・コンペティション「PRIZE-WINNERS' CONCERTS」、ロイヤル・コンセルトヘボウ管弦楽団（指揮：グスターボ・ヒメノ）ベートーベンとチャイコフスキーの6番（10月アムステルダム、11月川崎市にて開催）、これらのコンサートのDSD5.6MHzライブストリーミング配信を監修。

2019年
- 2019年度 ADCグランプリを受賞。

## ディスコグラフィ
主要アルバム
- CDG Fragmentation / Seigen Ono
- Memories of Primitive Man / Seigen Ono and Pearl Alexander
- Olive Tree for Peace / Seigen Ono
- Dragonfish Live / Seigen Ono Quintet
- COMME des GARCONS SEIGEN ONO
- COMME des GARCONS SEIGEN ONO 30th year
- Maria and Maria / Seigen Ono
- Seigen Ono Ensemble at the Blue Note Tokyo
- Seigen Ono Septet 2003 Live
- Forest and Beach / Seigen Ono
- So peaceful, simple and strong / Seigen Ono
- I probably will not remember you  / Seigen Ono
- Saidera Paradiso 20 CDBOX  / Seigen Ono
- La Movida / Seigen Ono
- Bar del Mattatoio　/ Seigen Ono
- Seigen Ono Ensemble MONTREUX 93/94
- WHO IS SHE? ME?  / Seigen Ono
- forty days and forty nights  / Seigen Ono
- The Green Chinese Table/ Seigen Ono
- NekonoTopia NekonoMania  / Seigen Ono
- SEIGEN  remastered 2016 / Seigen Ono
- MANHATTAN

## レコーディング参加作品
- 1954年 - 道 「en:La Strada」（2014年Blu-rayのリマスタリング）
- 1981年 - LOUDNESS 「THE BIRTHDAY EVE 〜誕生前夜〜」
- 1982年 - BOØWY 「MORAL」
- 1983年
  - 稲越功一 & 内田繁 「MANHATTAN」
  - キング・クリムゾン「Live in Japan, Three of a Perfect Pair」
  - ペーター佐藤 「Angel Eyes」
  - 坂本龍一 「戦場のメリークリスマス」
  - マライア 「うたかたの日々」
- 1984年
  - オノ セイゲン 「SEIGEN」
  - 坂本龍一 「音楽図鑑」
- 1985年
  - Golden Palominos 「Visions of Excess」
  - 渡辺香津美 「mobo splash」
  - 渡辺貞夫 「PARKER'S MOOD」
  - デヴィッド・シルヴィアン 「The Women At The Well」
- 1986年
  - オスカー・ピーターソン 「The quintet live featuring Joe Pass」
  - マンハッタン・トランスファー 「Vocalies live1986」
  - BOØWY 「JUST A HERO」
  - ラウンジ・リザーズ 「Big Heart」
  - THE SQUARE 「S・P・O・R・T・S」
  - 坂本龍一 「子猫物語 オリジナルサウンドトラック」
  - 渡辺貞夫 「GOOD TIME FOR LOVE」
- 1987年
  - The Lounge Lizards 「No Pain for Cakes」
  - ジョン・ゾーン 「Spillan」
  - ステップス・アヘッド 「live/1987」
  - 渡辺貞夫 「BIRDS OF PASSAGE」
- 1988年
  - ジョー・ジャクソン「Live 1980/86/1988」
  - 渡辺貞夫 「ELIS」
- 1989年 - David Sylvian 「Weatherbox」
- 1991年
  - Naked City 「torture garden」mix
  - 麗蘭 「麗蘭」
  - 大島渚 「KYOTO. MY MOTHER'S PLACE」 ※ドキュメンタリー映画 (BBC LONDON)
  - 木村敦 film 「あいつ」 (KITTY FILMS. INC. / NHK ENTERPRISE)
- 1992年 - SONY HDVSのためにAudio Superviserとしてスイス、モントルー・ジャズ・フェスティバルのRe-Mix including
- 1993年
  - ジャコ・パストリアス 「Holiday for Pans」リミックス
  - TAKUMI 「Meat The Beat」
- 1994年 - 遠藤ミチロウ 「空は銀鼠」
- 1996年 -「DORA」 （演出・振付：フィリップ・ドゥクフレ）
- 1997年
  - 谷村新司 「21世紀BEST OF THE RED1972→'81」・「21世紀BEST OF THE BLUE1982→」
  - 中村一義 「金字塔」
  - GLAY 「REVIEW-BEST OF GLAY」
- 1998年 - モンテカルロ・バレエ 「L' ILE」
- 1999年
  - hide 「hide TRIBUTE SPIRITS」
  - PUFFY 「FEVER*FEVER」
  - フリクション 「Zone Tripper」
- 2000年 - Saidera Paradiso 20 CDBOX
- 2001年 - 三宅純 「Mondo Erotica!」（2001年のマスタリングを担当）
- 2002年 - トヨタ 「アルファード」
- 2004年 - 一ノ瀬響 「Lontano」 （2004年のマスタリングを担当）
- 2005年
  - Oscar Peterson Trio 「We Get Requests」（2005年版のリマスタリングを担当）
  - スタン・ゲッツ & ジョアン・ジルベルト 「 ゲッツ/ジルベルト」（2005年盤のリマスタリングを担当）
  - ビル・エヴァンス 「Montreux Jazz Festival」（2005年版のリマスタリングを担当）
  - チャーリー・パーカー 「Now's the Time」（1964年作品。2005年版のリマスタリングを担当）
  - スタン・ゲッツ 「Plays」（1964年作品、2005年版のリマスタリングを担当）
  - ウェス・モンゴメリー 「California Dreaming」（2005年版のリマスタリングを担当）
  - アントニオ・カルロス・ジョビン 「The Composer of Desafinado, Plays」（2005年版のリマスタリングを担当）
  - エラ・フィッツジェラルド & ルイ・アームストロング 「Ella & Louis」（1956年作品、2005年版のリマスタリングを担当）
  - レスター・ヤング & テディ・ウィルソン 「Pres and Teddy」（1956年作品、2005年版のリマスタリングを担当）
- 2006年 - ヒカシュー 「転々」（マスタリングを担当）
- 2008年 - ヒカシュー 「生きること」（マスタリングを担当）
- 2009年
  - 渋谷慶一郎 「for maria」
  - ヒカシュー 「鯉とガスパチョ」（マスタリングを担当）
  - ヒカシュー 「転転々」（マスタリングを担当）
- 2010年 - ヒカシュー 「人間の顔」（マスタリングを担当）
- 2011年 - Choro Club with ヴォーカリスタス 「武満徹ソングブック」（マスタリングを担当）
- 2012年
  - 小沢健二 「『我ら、時』展覧会とポップ・アップ・ショップ」（空間音響デザイン・テクニカルサポート）
  - おおたか静流 「IKOR」（マスタリングを担当）
  - ヒカシュー 「うらごえ」（マスタリングを担当）
  - ヒカシュー 「うわさの人類」（マスタリングを担当）
  - ヒカシュー 「不思議を見つめて」（マスタリングを担当）
- 2013年
  - ヒカシュー 「万感」（マスタリングを担当）
  - 青葉市子 「0」（2マスタリングを担当）
  - 坂本龍一 「戦場のメリークリスマス -30th Anniversary Edition-」（1984年作品、2013年版のリマスタリングを担当）
- 2014年
  - 坂本龍一 「Coda」（1984年作品、2014年版のリマスタリングを担当）
  - 畠山美由紀 「歌で逢いましょう」（マスタリングを担当）
  - 三宅純「音楽劇ヴォイツェク メモリアル」（マスタリングを担当）
- 2015年
  - Vinicius Cantuária「Vinicius canta Antonio Carlos Jobim」（2015年のマスタリングを担当）
  - 坂本龍一 & ロビン・スコット 「THE ARRANGEMENT」（1982年作品、2015年版のリマスタリングを担当）
  - 坂本龍一 「音楽図鑑 -2015 Edition-」（1984年作品、2015年版のリマスタリングを担当）
  - 坂本龍一 「Esperanto」（1985年作品、2015年版のリマスタリングを担当）
  - 渋谷慶一郎「ATAK022 Live in Par」
  - ヒカシュー「生きてこい沈黙」
  - アン・サリー 「Brand-New Orleans 10th Anniversary Edition」（マスタリングを担当）
  - 純名里沙 「Silent Love ～あなたを想う12の歌～」（マスタリングを担当）
  - キヲク座 「色あはせ」（マスタリングを担当）
  - 今井美樹 「Premium Ivory -The Best Songs Of All Time- 」（マスタリングを担当）
  - 三宅純 「星ノ玉ノ緒」（マスタリングを担当）
  - dip in the pool 「dipper 1985-91 + dipping」（マスタリングを担当）
  - 坂本龍一 「オリジナル・サウンドトラック「母と暮せば」」（マスタリングを担当）
- 2016年
  - T・E・N・Tレーベル 30th Anniversary 「YUKIHIRO TAKAHASHI IN T.E.N.T YEARS 19851987」「MOONRIDERS IN T.E.N.T YEARS 19851986」「THE BEATNIKS 19812001」（2016年版のリマスタリングを担当）
  - 坂本龍一「千のナイフ」（1978年作品、2016年版のリマスタリングを担当）
  - オノ セイゲン & パール・アレキサンダー「メモリーズ・オブ・プリミティヴ・マン」
- 2017年
  - キヲク座「遊山」（マスタリングを担当）
  - 坂本龍一「async」